# Подлесе (платформа)
Подлесе (пол. Podlesie) — остановочный пункт в селе Подлесе в гмине Лелюв, в Силезском воеводстве Польши. Имеет 2 платформы и 2 пути.
Остановочный пункт на линии Кельце — Фосовске, построен в 1926 году.